# Баркінг і Дагенем
Ба́ркінг і Да́генем (англ. London Borough of Barking and Dagenham) — боро на сході Лондона.

## Географія
Боро межує з Редбріджем на північному заході, з Гейверінгом на сході, з Гринвічем і Бекслі на півдні та Ньюгемом на південному заході.

## Райони
- Баркінг
- Беконтрі
- Беконтрі Гет
- Касл Грін
- Чедвел Гет
- Крікмаут
- Дагенем
- Дагенем Док
- Маркс Гейт
- Раш Грін